# Puffin de Buller
Ardenna bulleri
Pour les articles homonymes, voir Buller.
Espèce
Statut de conservation UICN

 VU D2 : Vulnérable
Le Puffin de Buller (Ardenna bulleri) est une espèce d'oiseaux de la famille des Procellariidae. Il forme une super espèce avec le Puffin fouquet (A. pacificus).

## Répartition

Carte de répartition

Cette espèce vit dans l'océan Pacifique. Elle se reproduit uniquement dans les îles Poor Knights en Nouvelle-Zélande.